# Тридакс
Тридакс (лат. Tridax) — род травянистых растений семейства Астровые (Asteraceae), распространённый преимущественно в тропиках Америки.

## Ботаническое описание
Однолетние или многолетние травы, 10—40 см высотой (реже до 80 см и выше). Стебли от лежачих до восходящих. Листья прикорневые и/или стеблевые; супротивные; черешковые или сидячие; дельтовидные, ланцетные, ланцетно-яйцевидные или яйцевидные, часто перисто-лопастные или пальчато-лопастные.
Корзинки одиночные или собраны в общие цимозные соцветия. Обёртки от цилиндрических до полушаровидных, 4—8 мм в диаметре; ложе выпуклое или коническое. Краевых цветков (0)3—8(13), пестичные, фертильные; бледно-желтые, белые или пурпурные. Дисковых цветков (20)40—80, обоеполые, фертильные; желтоватые, беловатые или пурпурные. Семянки от обратноконических до обратнопирамидальных, 3—5-угольные.

## Виды
Род включает около 30 видов:
- Tridax angustifolia Spruce ex Benth. & Hook.f.
- Tridax balbisioides (Kunth) A.Gray
- Tridax bicolor A.Gray
- Tridax bilabiata A.M.Powell
- Tridax boliviensis (Wedd.) R.E.Fr.
- Tridax brachylepis Hemsl.
- Tridax cajamarcensis H.Rob.
- Tridax candidissima A.Gray
- Tridax coronopifolia (Kunth) Hemsl.
- Tridax dubia Rose
- Tridax durangensis García Arév.
- Tridax erecta A.Gray
- Tridax hintonii (B.L.Turner & A.M.Powell) D.J.Keil, Luckow & Pinkava
- Tridax hintoniorum B.L.Turner
- Tridax luisana Brandegee
- Tridax mexicana A.M.Powell
- Tridax moorei H.Rob.
- Tridax oaxacana B.L.Turner
- Tridax obovata Turcz.
- Tridax palmeri A.Gray
- Tridax paneroi B.L.Turner
- Tridax peruviensis A.M.Powell
- Tridax petrophila B.L.Rob. & Greenm.
- Tridax platyphylla B.L.Rob.
- Tridax procumbens L. typus[1] — Тридакс лежачий
- Tridax purpurea S.F.Blake
- Tridax purpusii Brandegee
- Tridax rosea Sch.Bip.
- Tridax serboana B.L.Turner
- Tridax stuebelii Hieron.
- Tridax tamaulipana B.L.Turner
- Tridax tenuifolia Rose
- Tridax trilobata Hemsl.
- Tridax yecorana B.L.Turner